# 思源埡口
思源埡口是連接台灣中央山脈、雪山山脈兩大山脈之間的山口鞍部，為蘭陽溪及大甲溪兩水系的分水嶺，海拔1948公尺，行政區屬於宜蘭縣大同鄉南山村，台中市邊界位在埡口西南方約500公尺遠。埡口西南側為有谷無水的通谷即「化石谷」，其地形景觀就有500公尺長，為河川襲奪所留下的無能河地形。台7甲線於45.6公里處通過埡口後，行經此地的遊人可分別往宜蘭、台中之不同方向能看到在林相、地貌與氣候上差異，別具特別的風貌與景觀:50-51。

## 歷史
思源埡口為泰雅族人自大甲溪谷（Llyung Tmali，有［斯拉茂，今梨山］、［太保久，又稱松茂］、［志佳陽，今環山］、［七家灣，戰後被移住至今環山］等部落）往蘭陽溪谷（Llyung Mnibu，有［匹亞南，今南山］、［四季］等部落）等流域的遷徙史上，重要的集散地。遷移到並生養眾多的家族中的一個家族，衍生了三個支系：大哥往北遷徙翻越雪山山脈（途經羅葉尾山、桃山、新達、大霸尖山等地），後來散布到桃園、新竹、苗栗、台北等地區（卡奧灣群）；二哥往東遷徙翻越中央山脈南湖山群，後來散布到南澳等地區（南澳群）；三弟往東北遷徙，散布到蘭陽溪流域各部落（溪頭群）。泰雅先祖們在分散，族人各奔前程前，留下先祖遺訓，族人無論分散至何處，都必需彼此扶持，彼此絕不能隔絕不相往來。（pp. 114-115）
2012年4月間發生司馬庫斯部落少數族人入侵匹亞南傳統領域森林，盜砍千年扁柏的事件。司馬庫斯與匹亞南的先祖，都是遷徙到再開枝散葉。為解決爭端，2012年5月4日，來自各社群的泰雅族人們，在舉行百年難得一見莊嚴肅穆的跨流域十大流域代表（和解）大會。
日治時期，為了利於治理山區的泰雅族人，日人在1920—1921年興建一條警備道路，以附近蘭陽溪谷側的溪頭群泰雅部落（漢語：匹亞南社，日文漢字：／ Piyanan社，今南山村）為名，日語稱為，稱警備道的越嶺點鞍部為「／ Piyanan anbu」，:63由於地形扼要，地處鄰近台中、台北的州界，所以當警備道開闢時，便於過越嶺點最高處的西南方約500公尺處設立駐在所，稱為（今宜蘭縣三星分局思源派出所舊址），利於掌握出入人士。
日治結束，隨著國民政府遷台後，就開始計畫中橫公路及宜蘭、霧社兩條支線，其中宜蘭支線大致循著日治時期的警備道沿蘭陽溪上溯而行，路線探勘人員發現在翻越鞍部之前，蘭陽溪谷頭相當陡峭，其中米摩登溪、耶克糾溪兩條支流在谷頭有崩坍，地質甚為不穩，故將路線沿馬當溪迂迴而上，翻越思源埡口之後，視野便寬闊。為防範從蘭陽平原登陸作戰經過埡口通往西部進攻的敵軍，國軍在原日治的駐在所附近曾有駐軍守衛。

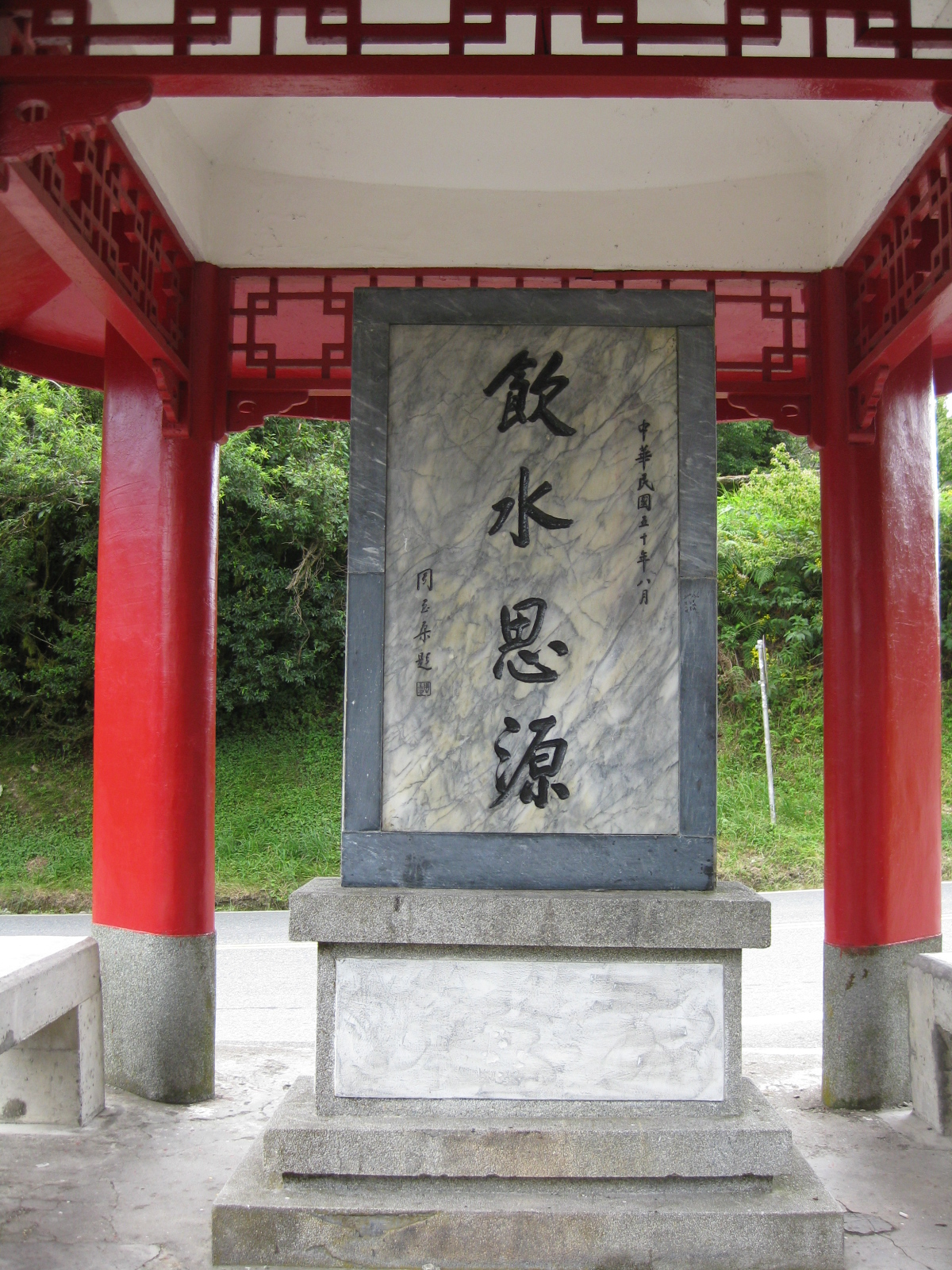
「飲水思源」碑

有鑑於埡口是大甲溪源頭之一，因此取飲水思源此義稱作「思源」，現今在埡口可見有一座立碑寫道：「飲水思源」。後來在1989年遭颱風摧毀，現今思源路段是改線後樣貌，兩旁可見種植高山經濟作物的田園景觀。
思源埡口在1954年《聯勤版五萬分一地形圖》與1957年林朝棨撰《台灣地形》中稱為「匹亞南鞍部」、:67在過去文獻上曾有出現：「埤亞南鞍部」、「比亞南鞍部」等舊名之記載；在《東西橫貫公路工程專輯》使用「埤仔南鞍部」一詞而稱。這些舊名都取自匹亞南社（現漢名為1959年蔣經國50大壽來此避壽而被改稱南山村:上冊200-209），警備道、駐在所也以此部落命名，改以羅馬拼音則在過去文獻上曾有出現：「Pyanan」:英文附錄6、「Piyanan」等拼法。1944年美軍製圖局五萬分一《台灣地形圖》（以1938年發行日治陸地測量部五萬分一《台灣地形圖》為底本），處標為「Piyanan sha」；1954年《聯勤版五萬分一地形圖》標示上部落「匹亞南社」、下部落「埤仔南」；1956年聯勤版《臺灣五萬分一地形圖》（俗稱《老五萬》）標為「埤南社 P'i-nan-sha」與「埤南村 P'i-nan-ts'un」；1959年三十萬分一《臺灣省地圖》標為「畢阿南」與蘭陽溪對岸的「壁南」；1962年鄭愁予詩集稱此部落為「卑亞南」；1966年五十萬分一《臺灣地圖》標為「南山（埤南社）」。依《臺灣地名辭書：宜蘭縣》一書記載，今南山村分成上、下兩部落，現屬宜蘭縣大同鄉管轄。
現今通過思源埡口分隔雪山山脈與中央山脈的綿長斷層也依此命名稱為「匹亞南構造線」。

## 地理

### 氣候
中央氣象局在思源埡口設有測候站，從1996年－2004年統計，年降雨量在2827.6釐米，降雨集中在7月－10月，年均溫11.8℃，最暖7月是16.8℃，最冷1月是5.4℃，冬季偶時降雪，依柯本氣候分類法則是屬於中部山地溫暖濕潤氣候，因此埡口周邊的林相是暖帶林。東北季風自外海挾帶水氣，進入蘭陽平原後，大量的雨水落在低海拔地帶，東北季風沿著狹長的蘭陽溪谷地，受地形抬升下，愈趨近埡口，降雨量則逐漸地遞減，因此在思源埡口形成風口，這一帶林相是綠意盎然的針闊葉混合林，翻過埡口後，便是進入大甲溪流域，在環山、梨山一帶就顯得乾燥，其中在武陵農場、梨山一帶則是有森林火燒過的跡象，遊人自蘭陽溪谷經過此地，經常可觀察到：翻過埡口前雲霧繚繞、陰雨綿綿；翻過埡口後，晴空萬里。

### 位置
翻閱過去的史料來看，有關於思源埡口的位置多由地圖繪出得知。1916年，由臺灣總督府民政部警察本署發行的五萬分之一《臺灣蕃地地形圖》，有繪出其位置，並標示名稱「ピヤナン鞍部」及高度「6222」；鄰近有繪出河道，但無標示河名。1938年，由陸地測量部發行的五萬分之一《臺灣地形圖》，則有繪出州界，ピヤナン鞍部仍然繪出位置並標示高度「1948」，但未標示名稱，在鞍部與州界間有標示房舍圖案，並以直式標示「ピヤナン鞍部警官駐在所」字樣於其北側。1944－45年間，由美軍陸軍製圖局發行的五萬分之一《MAP of FORMOSA》，則與陸地測量部發行的《臺灣地形圖》相同，但另以橫式於房舍圖案與州界中間加註「PIYANAN AMBU POLICE SUBSTATION」字樣。1985－89年間，由內政部發行的二萬五千分之一《臺灣地區經建版地形圖（第一版）》，則有標示「思源埡口」、「思源守衛站」，但未標示鞍部的高度；從這張圖來看，其繪出的位置與之前的三張地圖有所不同。內政部是將日治時期地圖上的「ピヤナン鞍部警官駐在所」誤標示成「思源埡口」，圖案也由代表房舍的黑色方塊改為代表鞍部的交叉符號；並將鞍部位置誤標為「思源守衛站」。到了1990年，由內政部發行的五萬分之一《臺灣地區經建版地形圖（第一版）》，又將原本標示在圖案西北側的「思源埡口」字樣改為標示在圖案西南側，因而顯得更為靠近縣界。
經過這樣的更迭可知，思源埡口是在鞍部的位置，而非位於州界之上。臺灣戰後才開始初見於內政部誤植，將「思源埡口」標於比較靠近縣界的原警官駐在所位置旁。這種現象也影響了戰後以文字記載的文獻，在《臺灣的地景百選》、《臺灣地名辭書》都記載：「思源埡口是位於臺中縣和宜蘭縣之交界」
:50-51。此外，在網路上亦有如此記載，大同鄉公所、台灣綜合研究院都記載：「為宜蘭與臺中之交界點」。其它文獻上另有不同方式的記載，在《台中縣大甲溪流域開發史》記載縣境附近，並未明確指出是隸屬於哪一行政區；在《埤亞南越嶺警備道宜蘭段初探》是對沿線地名依序寫道：「……突稜─ピヤナン鞍部（埤亞南鞍部）─台北、台中州界─有勝……」有這一段之描述，因此被認為思源埡口的鞍部位置不在州界之上。
現今被認為是位在宜蘭縣境內的思源埡口，除了是比對過去文獻之外，另外也根據地圖學之識圖知識，對等高線地形圖判別其鞍部位置；加以與過去文獻地圖數次比對，確認與現代坊間出版的較大比例尺地圖（以《宜花東全覽：百科地圖》為例）所描繪的鞍部位置是與思源埡口吻合，因此才認為現今所見之思源埡口位置是屬宜蘭縣境內。

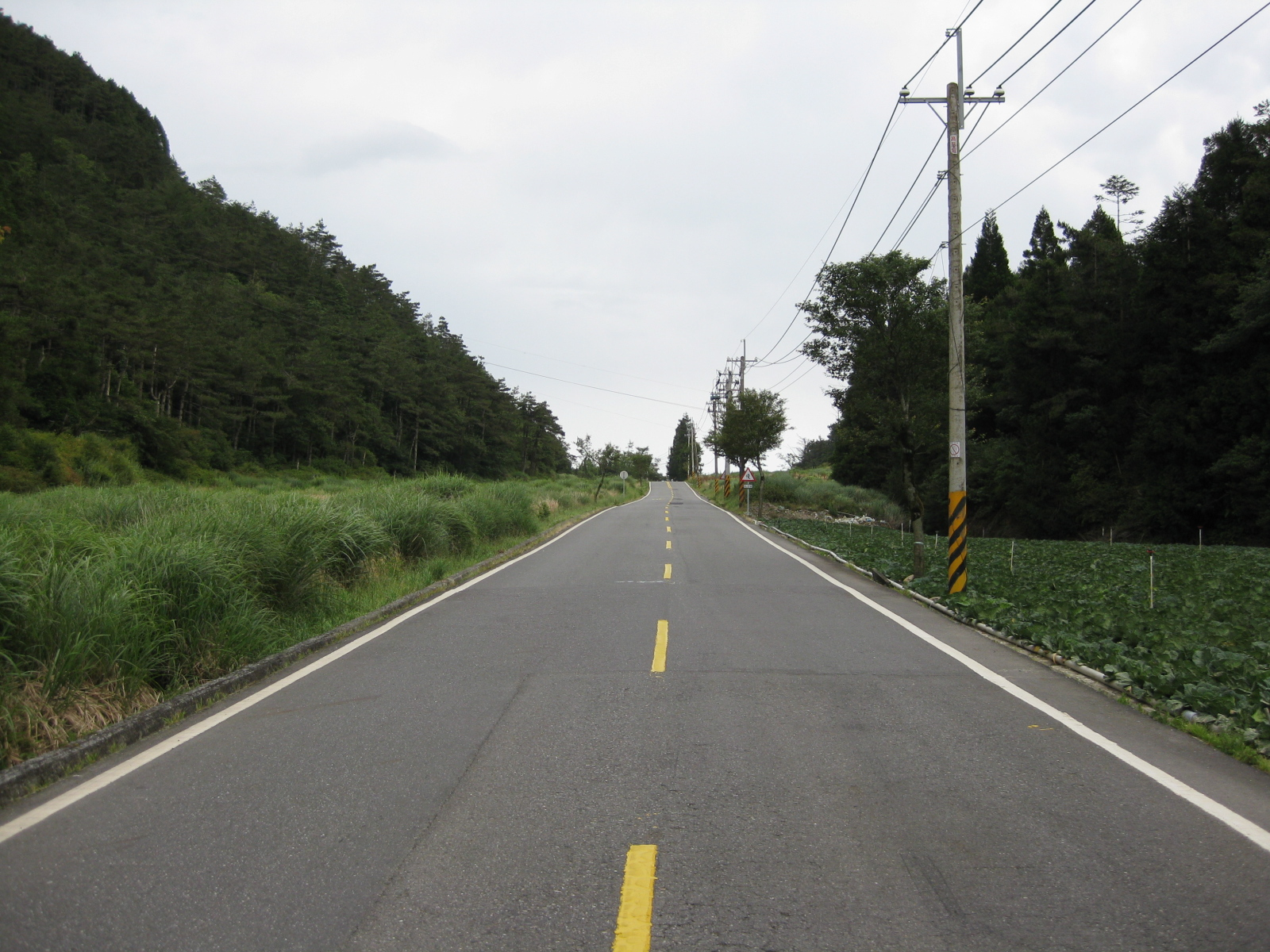
台7甲線向北穿越思源埡口（由台中端遠望思源埡口）

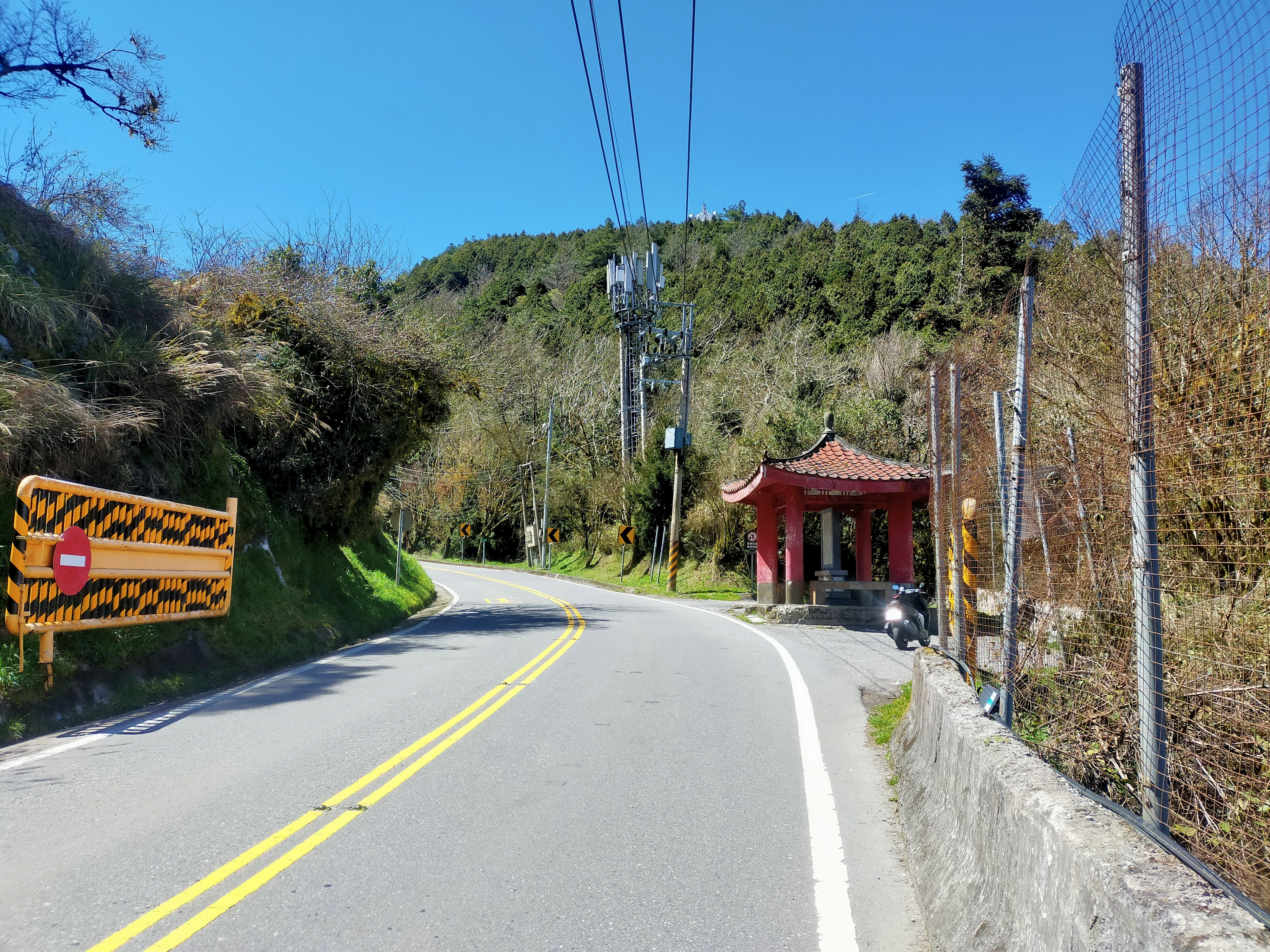
南山往梨山方向

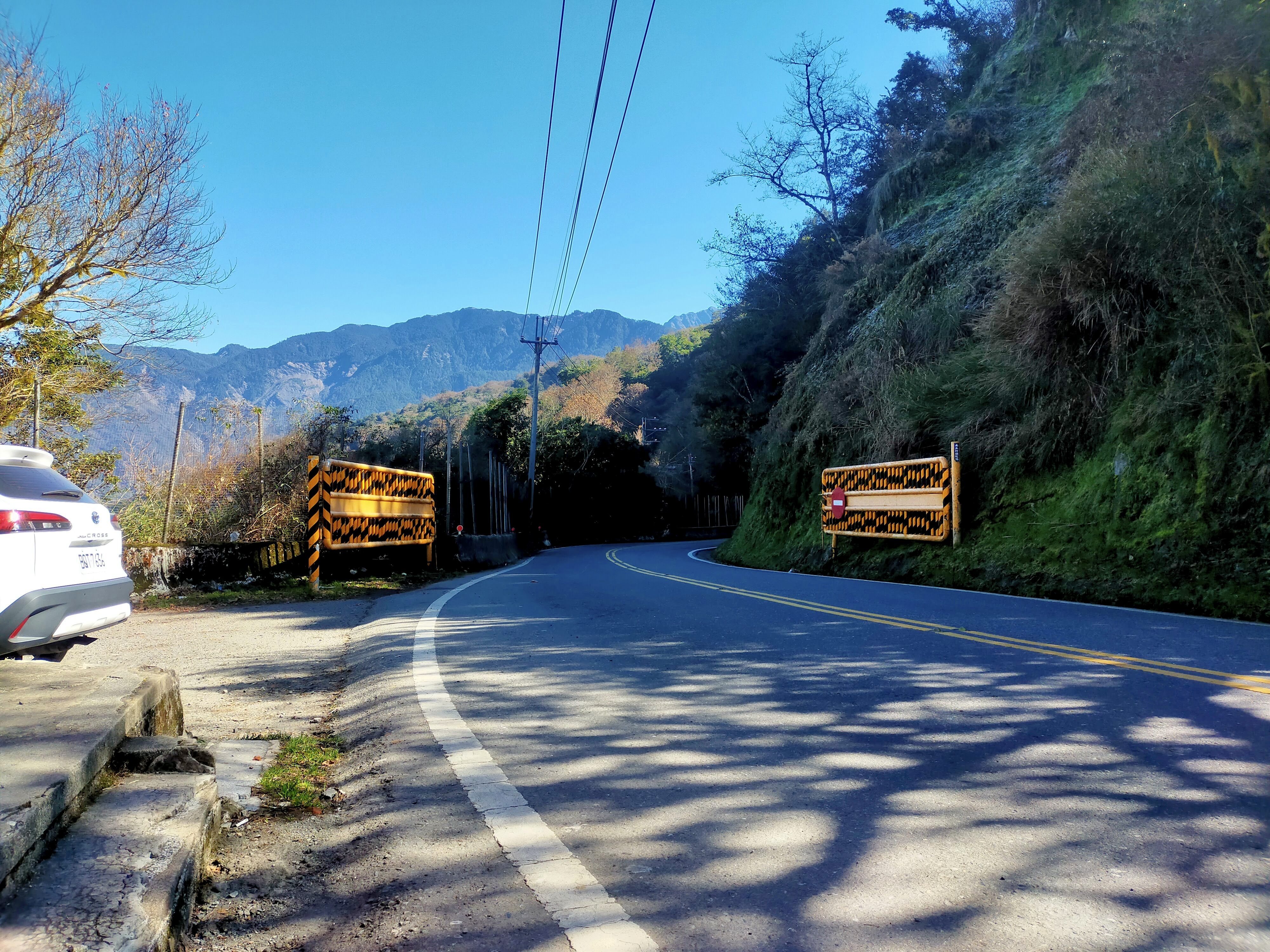
梨山往南山方向

### 地形
對於思源埡口在高度記載上，官方國土測繪中心最新圖資、OSM均為1948公尺；過去文獻在《臺灣省東西橫貫公路開發紀念集》、《東西橫貫公路工程專輯》有不同的記載，分別有「1958」、「1948.67」、「1940.41」這三種標高皆以公尺示之；網路上則在大同鄉公所是介紹海拔1948公尺。
思源埡口西南側為較平緩的大甲溪上游，而東北側因蘭陽溪上游的地形陡峭，致使向源侵蝕速度較大甲溪強烈，最終發生河川襲奪，在大甲溪的上游處形成一道乾涸河床的無能河，台7甲線就在這500公尺長的通谷中央行經，思源埡口正位在通谷的最高處，此地形分隔兩水系，形成谷分水。
由於思源埡口是鞍部地形，分隔中央山脈、雪山地壘兩地形區，與大甲溪谷頭地形近乎平行，呈東北至西南走向，加上有條斷層通過，此現象在地理學界稱作「匹亞南構造線」（又稱中央脊樑谷地），這是因地塊運動，自牛鬬附近開始，沿蘭陽溪通過思源埡口，再繼續向南延伸，形成一條狹長的谷地。

## 生態
思源埡口東西兩面分別是太魯閣國家公園與雪霸國家公園，在兩面的野生動植物皆受到國家公園保護的情況下，此一地區亦被視為重要的生態廊道，負有讓兩側野生動植物播遷與交流管道的責任:1。
思源埡口地區的野生物種依類別分述如後：

### 植物
思源埡口原始林相以殼斗科、樟科兩樹種最為優勢，紅檜、台灣扁柏、香楠、錐果櫟、烏心石、厚殼桂、青楓、山櫻花、水麻、高山倒提壺、火炭母草、臺灣何首烏，多屬於暖帶林植物；公路沿線則有以臺灣赤楊為主次生林，分佈兩旁之崩塌地，部分地區則為柳杉為主的人工林。林中植物的物種相當豐富，有採集記錄的維管束植物就至少有145科440屬898種，其中以薔薇科、菊科與蘭科種數較多。此外，鱗毛蕨科、水龍骨等蕨類植物在當地多雨、潮濕的氣候環境下數量也相當繁多。

### 動物
在思源埡口地區的溪流沿岸有發現4種蛙類，依照估計的族群數量排列，依序為：蟾蜍科的盤古蟾蜍、赤蛙科的梭德氏赤蛙、同屬赤蛙科的斯文豪氏赤蛙以及樹蛙科的褐樹蛙。在陸域的部分，除了有前列提到的盤古蟾蜍與斯文豪氏赤蛙外，也記錄到拉都希氏赤蛙，以及樹蛙科的莫氏樹蛙、艾氏樹蛙、白頜樹蛙、面天樹蛙等樹蛙科的物種，當中以莫氏樹蛙、艾氏樹蛙與斯文豪氏赤蛙三種為多。在思源埡口地區的蛙類，無論是成蛙或蝌蚪，數量都與氣候相關。2至3月間氣溫與水溫較低，成蛙與蝌蚪密度較低；4至6月隨氣溫逐漸回暖，密度皆增加。夏日則可能受到颱風的影響，在溪水暴漲過後會出現密度下降的情況:29-32。
蘭陽溪流域因水流湍急，加上易遭不當漁撈，只採集到少量臺灣間爬岩鰍；有勝溪流域則有台灣鏟頷魚、臺灣纓口鰍等物種:23-24、51。在思源埡口地區的蝦蟹類與貝類樣本數不多，有採及到少量甲殼綱端足目鈎蝦科、腹足綱盤足目釘螺科的物種，以及圓口扁蜷:24。有勝溪流域至少發現有7目36科58屬84種水棲昆蟲，其中以雙翅目、蜉蝣目與毛翅目為主，其他尚有彈尾目、鞘翅目、蜻蛉目與襀翅目等等物種，較之蘭陽溪流域為高。蘭陽溪流域同樣以雙翅目、蜉蝣目與毛翅目為主，未發現蜻蛉目，總計有6目24科33屬41種。根據觀察可以發現本地水棲昆蟲在同一流域各樣站間、或同一樣站於不同季節間都會受到棲地干擾頻度、水質環境、棲地樣貌、乃至季節變化等等影響而有差異，分布情況與環境條件具有高度相關性:25-27。
爬蟲類部分，有發現蛇類6科13屬17種、蜥蜴3科3屬4種，其分佈並不均勻，被發現的數量也不多，僅紅斑蛇、赤尾青竹絲與標蛇較常見。大多數活動則以5、6月間最為頻繁:33。

## 釋
1. ↑  依林朝棨撰《臺灣地形》記載，思源埡口在地理學家富田芳郎是稱作「化石谷」，今稱「通谷」，再依孫宕越撰《地理學辭典》可知，通谷為乾谷的一種，通常生成於河川襲奪。
2. 1 2  ，有譯寫成埤亞南古道（根據《臺灣地名辭書：南投縣》）；另有文獻譯寫匹亞南古道[12]。
3. 1 2  涉及旅遊景點、生態以及部分地理文獻都會載為「在縣市交界上」，可能是基於較大尺度，或者在該領域上對一地區認定較寬鬆之故。本條目在位置敘述上係依較精確之地圖圖資，唯下方介紹氣候生態部分可能不限於宜蘭縣境。[來源請求]
4. ↑  「耶克糾溪」[15]:0，日治時記為[15]:0，另有同音詞「驛久溪」[15]:0、「逸久溪」[15]:0等漢語轉譯。2013年以後國土測繪中心圖資將下游標示為「耶克糾溪」、上游標示為「逸久溪」。[15]:0
5. 1 2  米摩登溪、耶克糾溪及馬當溪三條溪流匯流於米摩登、南山村附近，匯流後稱為蘭陽溪。馬當溪源發思源埡口、米摩登溪源發雪山山脈詩崙山南伸支稜的秀魯葉山、耶克糾溪源發中央山脈南湖山群西伸支稜的多加屯山，皆鄰近思源埡口數公里以內，思源埡口即為連接此兩條山稜的鞍部。[16]
6. ↑  谷分水是谷中分水嶺的略稱，即分水嶺一種，指河川源頭出現在鞍部兩端，致使鞍部形成分水嶺。[來源請求]
7. ↑  生態調查之範圍通常不限於地理概念上的埡口，因此會有河川區也被列入報告中，可參考首段之註釋。此處皆依生態方面文獻列出，編者不自行判別物種是否位於地理上的埡口範圍內。[來源請求]